# ジョン・ブラッドリー
ジョン・ヘンリー・"ジャック"・"ドク"・ブラッドリー（John Henry "Jack" "Doc" Bradley、1923年10月23日 - 1994年1月11日）は第二次世界大戦におけるアメリカ海軍の衛生兵。ジョー・ローゼンタールによる有名な、星条旗を掲揚する写真に写っていた6人のうちの一人であると70年間にわたって信じられてきた人物である。
彼が1945年2月23日、二回にわたる硫黄島の摺鉢山の頂上に星条旗を立てる作業に参加したこと自体は事実である。彼は、摺鉢山の星条旗掲揚に参加した兵の中で最も長く生きた。
2014年、オマハ・ワールド・ヘラルドが疑念を報道し、米ケーブルテレビ（CATV）のスミソニアン・チャンネルがローゼンタールの写真に写っていた米兵たちの身元を検証するドキュメンタリー番組を制作したことを機に調査を行ったところ、写真に写るジョン・ブラッドリーが別人ではないかという疑念がでた。
海兵隊でも調査をした結果、映っているのはブラッドリーではなく、ミシガン州デトロイト出身のハロルド・シュルツ一等兵であることが確認され、2016年6月に米国海兵隊は公式にこれを認めて訂正した。
「硫黄島の星条旗」を題材とした2006年のクリント・イーストウッド監督による映画『父親たちの星条旗』ではライアン・フィリップがブラッドリーを演じている。